# Dạng trime của heli
Dạng trime của heli (He3) là phân tử liên kết yếu bao gồm ba nguyên tử heli. Lực Van der Waals liên kết các nguyên tử lại với nhau. Sự kết hợp của ba nguyên tử ổn định hơn nhiều so với dạng dime của heli. Sự kết hợp ba nguyên tử heli-4 tạo nên trạng thái Efimov. Heli-3 được dự đoán có thể tạo thành dạng trime, mặc dù dạng dime chứa heli-3 hoàn toàn không ổn định.
Điều chế He3 bằng cách xả khí heli lạnh từ vòi phun vào buồng chân không. Sự tồn tại của phân tử đã được chứng minh bằng nhiễu xạ sóng vật chất dưới dạng tử nhiễu xạ (diffraction grating). Tính chất của các phân tử được phát hiện bằng hình ảnh vụ nổ Coulomb (Coulomb explosion imaging)  tại đó tia laser ion hóa cả ba nguyên tử cùng lúc, ba ion này bay ra và được máy cảm biến phát hiện.
He3 có bán kính lớn (> 100 Å, lớn hơn bán kính của He2). Các nguyên tử không sắp xếp theo hình tam giác đều như mong đợi mà tạo thành hình tam giác có hình dạng ngẫu nhiên.
Sự phân rã Coulomb nội phân tử có thể xảy ra khi một nguyên tử bị ion hóa và bị kích thích. Nó truyền năng lượng cho một nguyên tử khác trong phân tử. Điều này xảy ra khi các nguyên tử ở gần nhau. Do vậy khoảng cách giữa các nguyên tử được đo bằng cách lấy chiều cao trong khoảng từ 3,3 đến 12 Å. Khoảng cách trung bình dự đoán cho sự phân rã Coulomb nội phân tử của 4He3 là 10,4 Å. Đối với 3He4He2 khoảng cách này thậm chí còn lớn hơn, tại 20,5 Å.